# はたらくヒト
『はたらくヒト』は、2008年11月27日にハドソンから発売されたWii用ゲームソフト。

## 概要
お仕事をテーマにしたミニゲームを50種類収録したバラエティゲーム。プレイヤーは双子の主人公ルニィとレニィを操作し、お仕事をこなすことでお金を貯め地球に襲来する危機を回避するという内容となっている。
BGMは同社（ハドソン）が開発した『マリオパーティ8』のBGMを手掛ける塚原義弘。

## ストーリー
あるところに通販番組が大好きな家族が暮らしていた。その通販番組で紹介されている商品は人類や地球の脅威を撃退できる「変身リストウォッチ」など一風変わったものばかりだった。そんな一家のじいちゃんは星をみるのが大好きだった。ある夜主人公である双子のルニィとレニィがじいちゃんに誘われて望遠鏡を覗いてみるとそこには地球に向かって進みつつある巨大隕石があった。ルニィとレニィは通販グッズを駆使して隕石を撃退し地球を守るため立ち上がった。

## ゲームモード

### はたらくヒト劇場
働くことでお金を貯め、通販番組で購入したアイテムを駆使して宇宙から襲来する物体の脅威から地球を守る、1人用のストーリーモード。

#### ゲームの流れ
ゲーム中の時間には平日（月曜日～土曜日）と休日（日曜日）の2つがあり、お仕事ができるのは平日のみとなっている。
平日は求人画面からお仕事を選択することでプレイするゲームを選択できる。お仕事を選択すると、お仕事準備画面に移行する。お仕事準備画面では購入したサポートアイテムの設定や操作方法の確認が可能。お仕事が終了すると成績に応じてお給料がもらえ、1日が終了する。求人画面でマイホームボタンを選択すると、お仕事を休んで休日と同様の行動が可能となるがその日1日お仕事ができなくなる。
休日は家族と会話、通販でアイテムを購入、襲来する物体の体力と衝突までの日数の確認、はたらくヒト図鑑の閲覧ができる他、記念館にいくことが可能。休日及びお仕事を休んだ日は自室のベッドで眠ると1日が終了する。
セーブは1日が終了する際に自動的に行われる。
平日休日を問わず1日の始まりにランダムでイベントが発生することがある。イベントには利益をもたらすものと不利益をもたらすものが存在する。
- イベント一例
  - 寝坊してしまい選択できるお仕事が通常より減る。
  - 家族が割高もしくは割安でアイテムを購入してくる。
  - 通販で販売される商品の種類が普段より増える（もしくは減る）。
  - サポートアイテムが盗まれてしまう。
  - 同種のお仕事で前日よりもいい成績を出せばボーナスがもらえる。
  - とうちゃんが美術品を持ってくる。購入するかは任意で選択できる。本物か偽物かは購入してみるまでわからない。
  - ノルマが出され達成できればボーナス、達成出来なければ減額となる。アイテムの使用は不可。
  - 物体が地球に衝突するまでの日数が延びる（もしくは縮む）。
  - かあちゃんが特製スタミナ料理を作ってくれる。サポートアイテムの効果が得られる。
  - ココ・モコ・チコが作った3つのジュースの内1つを選択し、当たりを選べばサポートアイテムの効果が得られる。ハズレを選択するとお腹を壊してしまい1日何もできなくなる。

#### 経験値とお仕事レベル
お仕事をこなしていくと経験値が溜まっていき、一定値まで溜まるとレベルアップする。レベルアップ時にはボーナスとして一定金額が支給される。レベルアップすると上級の難易度の同種のお仕事がアンロックされる。難易度が上がるとより多くのお給料が狙えるようになる。お仕事レベルには「見習い（初期レベル）」「一人前（『むずかしい』がアンロック）」「達人（『とてもむずかしい』がアンロック）」「匠」が存在する。匠になるためには達人の状態で経験値を溜めると求人画面に登場するようになる「匠認定試験」をクリアする必要がある。

#### 通販番組
お仕事で稼いだお金でアイテムを購入することができる。購入したアイテムはメモリアルアイテムを除き翌日に配達される。
ポイントチャンネル
物体を攻撃するアイテムや、物体が衝突するまでの日数を延ばすアイテムを購入できる。このチャンネルのみ現金でアイテムを購入することができず、他のチャンネルでアイテムを購入することで溜まる「ポイント」が必要となる。
ユニフォームチャンネル
お仕事に使用する制服を購入できる。ユニフォームを購入することによって選択できるお仕事の種類が増える。購入金額の5%分がポイントに加算される。
サポートチャンネル
お仕事を有利に進められるアイテムを購入できる。サポートアイテムは1度使用すると消滅する。購入金額の10%分のポイントが加算される。
メモリアルチャンネル
お仕事にまつわる記念品を購入できる。購入したメモリアルアイテムは記念館に展示される。購入金額の15%分のポイントが加算される。

#### 記念館
購入したメモリアルアイテムが展示される施設。展示されるアイテムが増えるとお客さんが訪れるようになる。話しかけたお客さんの情報は「はたらくヒト図鑑」に記録され、中には通販で販売されるアイテムの種類を増やしてくれる人も存在する。条件を満たすとサウンドテストとこれまでに閲覧したことのあるイベントシーンを再生できるアイテムが展示されるようになる。

#### 物体の撃退・衝突・ペナルティ
通販のポイントチャンネルで販売されているアイテムを使用することで物体の衝突する日数を延ばしたり、ダメージを与えて体力を削ったりすることができる。物体の体力を0にすると撃退成功となりストーリーが進行する。各アイテムには物体の対するダメージ数と延長日数が設定されているが、中には0~1500のように数値が変動するものも存在する。
物体が衝突してしまってもゲームオーバーにはならず、イベントが発生してじいちゃんが物体の衝突するまでの日数を延長（再設定）してくれる。その代わりペナルティとして所持金とポイントが半分になる上、記念館が破壊され修理が完了するまで稼働停止となってしまい、さらに主人公の顔が物体の種類に応じて一定期間変わってしまう。物体の衝突回数はゲームクリア時のランクにも影響を与える。

### お仕事バトル
4つのルールで対戦プレイが可能な2人用モード。ルニィ、レニィ、とうちゃん、かあちゃん、じいちゃん、ばあちゃんを操作キャラクターとして使用できる。

#### 対戦ルール
フリーバトル
15種類のお仕事の中から好きなものを1つ選んで勝敗を競うモード。
目標金額
先に設定した目標金額に到達したプレイヤーが勝利となるルール。お仕事はランダムで決定する。
合計金額
設定された試合数が終了した際に合計金額が高かった方のプレイヤーが勝利となるルール。
勝利数
設定された回数分ゲームに勝利したプレイヤーが優勝となるルール。

### お仕事体験会
はたらくヒト劇場でプレイ可能となったお仕事を練習できるモード。

## キャラクター

### ルニィとレニィと家族たち
ルニィ
本作の主人公。正義感溢れる男の子。レニィとは双子の関係。セーブデータ作成時にプレイヤーとして選択した場合、名前を変更できる。
レニィ
本作の主人公。活発的な女の子。ルニィとは双子の関係。セーブデータ作成時にプレイヤーとして選択した場合、名前を変更できる。
じいちゃん
ルニィとレニィの祖父で、とうちゃんの父。星空をこよなく愛しており、自慢の望遠鏡でルニィとレニィのサポートをしてくれる。しかしトラブルメーカーの側面も持っておりよかれと思ってしたことがルニィとレニィの足を引っ張ることがある。
とうちゃん
ルニィとレニィの父。派手好きで、少しだけ浮気性。
かあちゃん
ルニィとレニィの母。怒ると怖い。元バレーボールチームのエース。
ばあちゃん
ルニィとレニィの祖母で、とうちゃんの母。格安でアイテムを購入してくれるなど、ルニィとレニィのサポートをしてくれる。タムの言葉を理解できる。
ココ・モコ・チコ
ルニィとレニィの弟妹。男の子ココと紫色の服の女の子モコ、赤い服の女の子チコの三つ子。イタズラ好きで、それゆえにルニィとレニィの足を引っ張ることも多い。
タム
ペットとして飼われている犬。ココ・モコ・チコのイタズラに降り回されることが多く、家出したこともある。まれに発生する埋蔵物発見イベントで活躍してくれる。

### 通販番組の司会者
アイテムを販売してる通販番組の司会者たち。その正体は某国の宇宙研究所「NAZA」の職員たち。
バリー
ポイントチャンネルを担当している司会者。ポイントアイテム「怖いお面」のモデルとなっている。NAZAの所長を務めている。
ヘンリー
ユニフォームチャンネルを担当している司会者。
ダドリー
サポートチャンネルを担当している司会者。
ジョネリー
メモリアルチャンネルを担当している司会者。

## 主題歌
- CAN I DO IT?
  - 歌 - CUBISMO GRAFICO FIVE

アルバム「CINQ」や「FIVE FINE FILES FIXED FIRE（5 Years Best）」に収録。